# Mikrus ugandensis
Genre
Espèce
Mikrus ugandensis, unique représentant du genre Mikrus, est une espèce d'araignées aranéomorphes de la famille des Salticidae.

## Distribution
Cette espèce se rencontre en Ouganda et au Kenya.

## Description
La carapace des mâles mesure de 1,3 à 1,4 mm de long sur 0,9 à 1,0 mm et l'abdomen de 1,2 à 1,4 mm de long sur 0,8 à 0,9 mm.

## Étymologie
Son nom d'espèce, composé de ugand[a] et du suffixe latin -ensis, « qui vit dans, qui habite », lui a été donné en référence au lieu de sa découverte, l'Ouganda.

## Publication originale
- Wesołowska, 2001 : Mikrus ugandensis, a new genus and species of diminutive jumping spider from eastern Africa (Araneae: Salticidae). Genus, vol. 12, no 4, p. 585-588 (texte intégral).